# Géraldine Laurent
Géraldine Laurent (* 1975 in Niort) ist eine französische Jazzmusikerin (Altsaxophon).

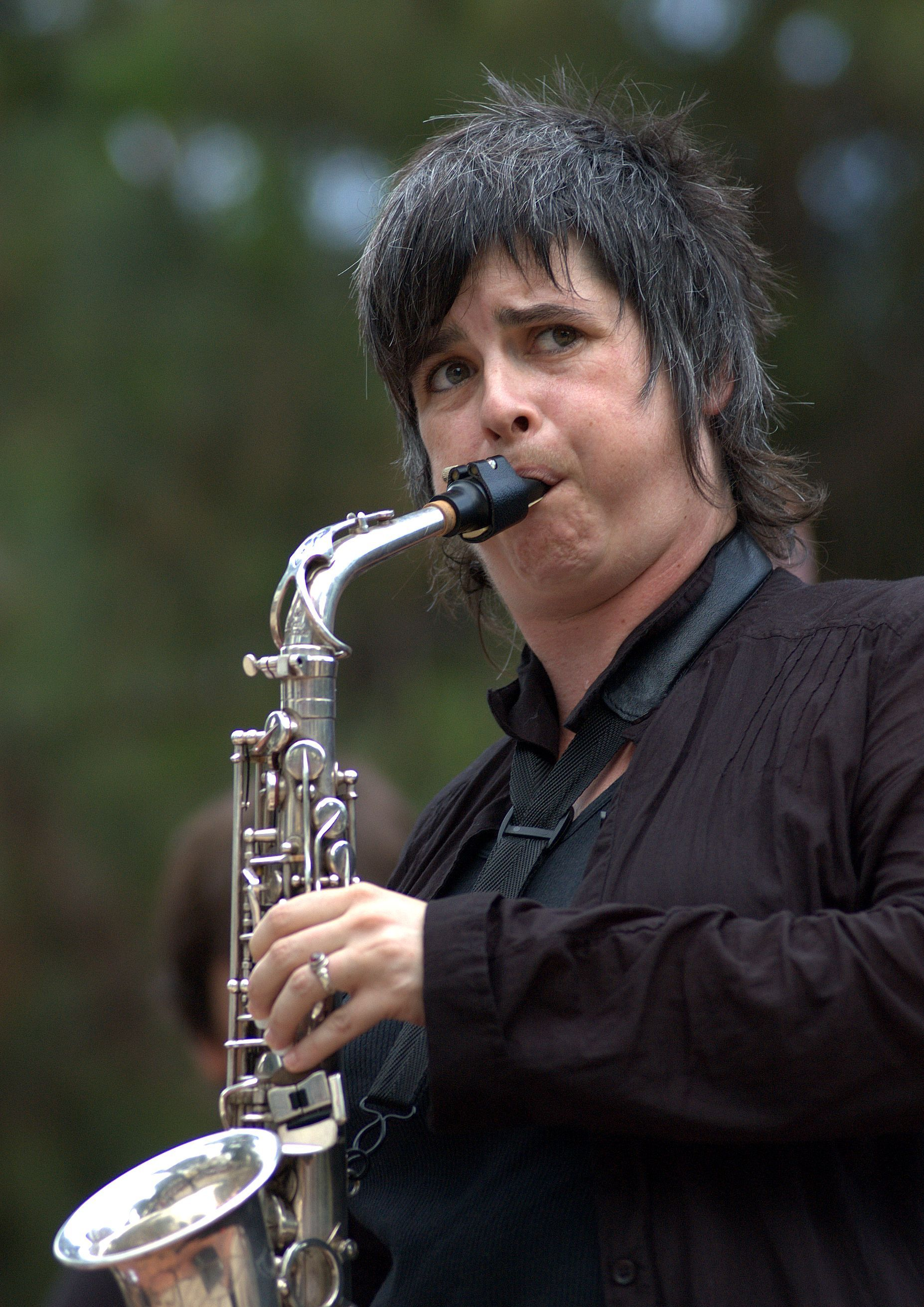
Géraldine Laurent; 2006

## Leben und Wirken
Laurent begann als Tochter eines Musiklehrers früh mit klassischem Klavier und begann mit 13 Jahren Saxophon zu lernen. Sie besuchte das Konservatorium in Niort und Master-Klassen u. a. bei Jean-Marc Padovani und Jean-Louis Chautemps, studierte aber auch beim niederländischen Pianisten Floris Nico Bunink. Nachdem sie mit einem D.E.M. in Jazz und Musik abgeschlossen hatte, startete sie 1999 ein eigenes Quartett mit Yoni Zelnik (Bass), David Georgelet (Schlagzeug), Marc Leseyeux (Klavier). 2000 spielte sie bei „T. C. Spectacle“ und mit dem Quartett des Pianisten Christophe Joneau, mit dem sie zwei Platten aufnahm („Lavaud Gélade“ 2003, „Ici & maintenant“). Weiter spielte sie im Quintett des Schlagzeugers Charles Bellonzi. Mit der Sängerin Romeyn Adams Nesbitt spielte sie im Olympia in Paris und auf dem Jazzfestival von Enghien-les-Bains. 
Seit 2005 leitete sie ihr Time Out Trio mit Zelnik und Schlagzeuger Laurent Bataille und spielte auch im Géraldine Laurent Trio mit Hélène Labarrière (Bass) and Eric Groleau (Schlagzeug). Außerdem arbeitete sie mit dem Quartett von Antoine Hervier und im Quartett mit Aldo Romano (Album Just Jazz 2008 mit Henri Texier, Romano, Laurent, Mauro Negri und Complete Communion to Don Cherry 2010 mit Romano, Texier, Fabrizio Bosso). Sie war auch an verschiedenen Balletts von Régine Chopinot beteiligt. Sie ist inzwischen in Frankreich sehr bekannt (Januar 2007 prangte sie sogar auf dem Titel der New York Times).

## Preise und Auszeichnungen
2006 erhielt sie den Django d’Or als bestes Nachwuchstalent (und gewann den Prix Révélation auf dem Jazzfestival in Antibes) und 2008 den Prix Django Reinhardt sowie den Preis als bestes Nachwuchstalent bei Les Victoires du Jazz. Ihr Album Around Gigi (Dreyfus Jazz) erhielt 2010 den Preis für das beste Album der Academie du Jazz (mit Kompositionen von Gigi Gryce, Art Farmer, Thelonious Monk). 2015 erhielt sie für ihr Album At Work den Preis für das beste französische Album der Academie.

## Diskographie
- Time Out Trio, Dreyfus Jazz / Sony BMG 2007
- Around Gigi, Dreyfus Jazz 2010, mit Pierre de Bethmann, Yoni Zelnick, Franck Agulhon
- Looking for Parker, Bee Jazz 2013, mit Manu Codjia, Christophe Marguet
- At Work, Gazebo/L’autre distribution 2015, mit Yoni Zelnik, Donald Kontomanou, Paul Lay[3]